# Monstruo de Florencia
El Monstruo de Florencia (en italiano: Mostro di Firenze) es la denominación utilizada por los medios de comunicación italianos para referirse al autor o autores de una serie de ocho asesinatos dobles ocurridos entre 1968 y 1985 en la provincia de Florencia (Toscana, Italia). A pesar de las detenciones y procesamientos, se sospecha que el verdadero criminal o grupo de criminales aún no ha sido detenido ni identificado.  En el año 2014, un caso con algunas similitudes puso  de nuevo en vilo a Florencia.

## Los hechos
El "modus operandi" siempre era el mismo, disparaba en lugares normalmente aislados a parejas de jóvenes y después les apuñalaba. Posteriormente, mutilaba con precisión (como trofeo), los órganos sexuales de sus víctimas femeninas. 
"El Monstruo" nunca actuó en el mismo lugar y siempre utilizaba la misma arma: una Beretta calibre 22, modelo Long Rifle. En total disparó 66 proyectiles, todos de la marca Winchester, serie H. La única certeza es que a pesar de los esfuerzos de la magistratura florentina, y tal vez a causa de varias pistas que durante varios años fueron ocultadas a la policía, el Monstruo de Florencia quedó impune.
La investigación duró ocho años, durante los cuales fueron interrogados más de 100.000 sospechosos, con la esperanza de que alguno de ellos fuese el asesino. En todo el proceso, el único inculpado fue un granjero de 68 años llamado Pietro Pacciani (apodado il Vampa, "llamarada"), que cumplió condena hasta el 13 de febrero de 1996, fecha en la que fue absuelto ante la falta de pruebas por el Tribunal de Casación.
Tras años sin respuestas, varias teorías apuntaban que los posibles culpables podrían estar relacionados con una secta satánica.

## Las víctimas

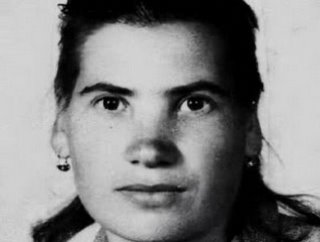
Barbara Locci

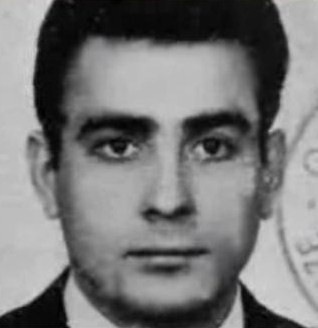
Antonio Lo Bianco

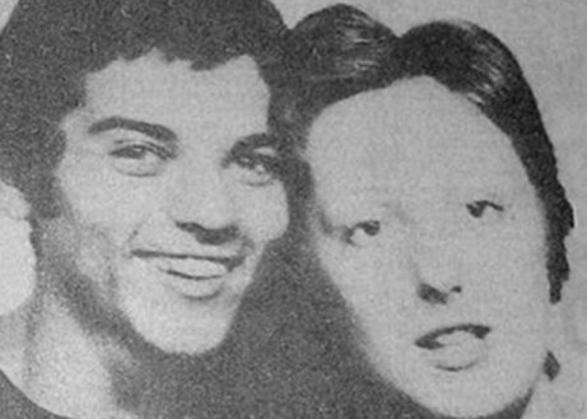
Pasquale Gentilcore y Stefania Pettini

En total el Monstruo cometió siete asesinatos dobles, entre 1968 y 1985. Aunque en lo que se refiere al asesinato de 1968 no se tiene verdadera certeza de si fueron cometidos por el mismo asesino:
- Antonio Lo Bianco y Bárbara Locci, 21 de agosto de 1968 (Signa).

- Pasquale Gentilcore y Stefania Pettini, 15 de septiembre de 1974 (Borgo San Lorenzo).

- Giovanni Foggi y Carmela Di Nuccio, 6 de junio de 1981 (Vía dell´Arrigo).

- Stefano Baldi y Susanna Cambi, 6 de octubre de 1981 (Campos de Bartoline).

- Paolo Mainardi y Antonella Migliorini, 19 de junio de 1982 (Montespertoli).

- Horst Meyer y Uwe Rush, 9 de septiembre de 1983 (Giogoli).

- Claudio Stefanacci y Pia Rontini, 29 de julio de 1984 (Vicchio).

- Nadine Mauriot y Jean Michel Kravechvilj, 8 de septiembre de 1985 (Scopeti).

## La pista sarda
La conocida como "pista sarda" era aquella que implicaba a un grupo de inmigrantes procedentes de Cerdeña y ponía foco en la pistola Beretta utilizada en todos los asesinatos, comenzando por el ocurrido en 1968, que tuvo como víctimas a Antonio Lo Bianco y Bárbara Locci. Hacía referencia a la primera parte de la investigación liderada por el Juez de Instrucción Mario Rotella, quien insistía en buscar a los asesinos entre los hermanos Vinci.
El 23 de agosto de 1968 fueron asesinados dentro de su vehículo una mujer casada, Bárbara Locci, y su amante, el albañil Antonio Lo Bianco, quedando como testigo el hijo pequeño de Bárbara, Nicolasino Melé. Fue la primera vez que se utilizaba el arma. Fue condenado por ello Stefano Mele, el marido celoso, quien habría organizado una emboscada a su mujer, y que se declararía culpable. Según las investigaciones de Mario Spezi, a Mele le acompañaban Salvatore y Francesco Vinci, que habrían participado en el crimen.
Los hermanos Vinci tenían un pasado inquietante en Villacidro (Cerdeña). Giovanni había violado a su hermana, Francesco el menor tenía fama de violento y de ser muy hábil con el cuchillo, mientras que Salvatore, el mediano, había forzado a una adolescente, Barbarina, quien le daría un hijo – Antonio Vinci– y con la que se casaría. Los malos tratos de Salvatore provocarían las infidelidades de Barbarina, que fue hallada muerta el 14 de enero de 1961 en el escenario de un supuesto suicidio con una bombona de gas, del que todo el pueblo sospechó, y que habría sido "provocado" por Salvatore.
La muerte de Barbarina fue la gota que colmó el vaso y el pueblo se alzó contra ellos, por lo que decidieron emigrar a la Toscana, siguiendo a Giovanni, que les había precedido y quien habría alquilado la habitación en casa de la familia Mele. Salvatore trabajó como albañil, mientras que Francesco se integró en los ambientes de la pequeña delincuencia. Stefano Mele vivía con sus padres y su esposa, Bárbara Locci, casquivana, casada a la fuerza y que era continuamente infiel a su marido. Enseguida sedujo al inquilino, Salvatore Vinci. Harto de ver el honor de su familia pisoteado, el patriarca echó de la casa a Stefano, Bárbara y Salvatore Vinci. El matrimonio alquiló un cuchitril en un barrio obrero y Bárbara siguió viendo a Salvatore. Poco después le sustituyó por su hermano Francesco, más macho, y después por otro amante, Antonio Lo Bianco, que se ufanaba de conseguir a la mujer, lo que al final le llevaría a la muerte.
El 21 de agosto de 1968 Bárbara Locci fue asesinada junto a su amante en la campiña, dentro de un coche en el que también estaba su pequeño hijo Natalino. Las investigaciones del doble homicidio de 1968 indicaban que había sido perpetrado por un grupo de hombres, pistas que fueron pasadas por alto. El niño, el único testigo, contó que su padre –Stefano– había estado en la escena del crimen. Mele llegó a contar a los carabinieri que había sido Salvatore el que había matado a la pareja y que éste, una vez hechos los disparos, le habría dado el arma para que rematara a su mujer. El testimonio de su hijo y la prueba del guante de parafina que mostraba pólvora en su mano fueron suficientes para retractarse de su testimonio contra sus cómplices y asumir el doble homicidio como único autor. Mele sentía pavor por Salvatore y fue capaz de ocultar su participación en el crimen para que éste no hiciera público su gusto por el sexo homosexual. Respecto a la pistola declaró que la había tirado a una acequia, pero la policía no fue capaz de encontrarla. La Beretta, que probablemente guardara uno de sus cómplices, saldría seis años más tarde de su escondite junto con la misma caja de balas, para convertirse en el arma del Monstruo de Florencia.
El arma era una pistola Beretta calibre 22, vieja y gastada, con un percutor defectuoso que dejaba una marca en la base del cartucho; todas las balas eran de la clase Winchester serie H.
En 1974, cuatro meses antes del primer crimen del Monstruo de Florencia, Salvatore Vinci se personó en el cuartel de los carabinieri para denunciar un robo en su casa. A la pregunta de qué le habían robado dijo “No sé”. Según Mario Spezi, con esta denuncia pretendía cubrirse las espaldas ante un eventual “mal uso” del único objeto de valor que tenía, la Beretta calibre 22 y sus dos cajas de balas; en esa denuncia, que luego se extravió, también dijo el nombre de la persona que había entrado en su casa y que era su hijo, Antonio Vinci.
El 15 de septiembre de 1974 se produciría en Borgo San Lorenzo el primer crimen del posteriormente denominado Monstruo de Florencia, el 6 de junio y el 6 de octubre de 1981 y el 19 de junio de 1982 los siguientes. En 1982, y siguiendo la pista sarda, los investigadores hicieron una lista de sospechosos en la que figuraban los hermanos Vinci, Salvatore y Francesco. Los investigadores determinaron que Francesco y su sobrino Antonio (hijo de Salvatore) habían estado cerca de las escenas de los crímenes de 1974 y 1981. Más adelante, se encontró una prueba que incriminaría más a Francesco, al encontrar su coche escondido bajo unas ramas del bosque el 21 de junio de 1982.
Francesco fue arrestado en agosto de 1982, dos meses después de los asesinatos de Montespertoli. Se le consideraba el culpable, aunque no se tenía toda la certeza; era un delincuente “menor”, mujeriego y rufián pero no encajaba exactamente en el perfil de un asesino en serie. El 10 septiembre de 1983 se encontró en Giogoli una furgoneta Volkswagen con dos hombres asesinados siguiendo las pautas del Monstruo. Francesco Vinci, todavía en la cárcel, no podía haber realizado el crimen.
Tanto el juez de instrucción Mario Rotella como la fiscal Silvia della Monica creían que el Monstruo era alguno de los integrantes de la pista sarda y que tanto Francesco como Antonio Vinci sabían quién era, y que podía ser uno de ellos. Después de los asesinatos de Giogoli, en un periódico apareció la noticia de que Antonio Vinci había sido detenido por posesión ilícita de armas de fuego. El juez Rotella y la fiscal intentaron enfrentarlos dentro de la cárcel para generar suspicacias y recelos y abrir una brecha entre ellos para que confesaran, pero no lo consiguieron. Antonio fue liberado. Alguien había dejado caer en la cartera de Stefano Melle, que para entonces ya había cumplido la condena por el asesinato cometido en 1968, un escrito que desviaba la atención de Francesco Vinci, para inculpar a Giovanni Mele y Piero Mucciarini (hermano y cuñado de Stefano, respectivamente).
Para entonces las discrepancias en el seno de la investigación empezaban a hacerse notar. Tal como está organizada la judicatura en Italia, cada fiscal es independiente y se ocupa del caso en el que está de guardia, luego está el fiscal del ministerio público, que representa los intereses del Estado y que cambió varias veces a lo largo de la instrucción del caso del Monstruo. También está el juez instructor, que supervisa a todos los fiscales, a los investigadores de la policía y a los carabinieri. En el caso del Monstruo el juez era Mario Rotella y el fiscal jefe Piero Luigi Vigna. Dos personas muy diferentes y que pronto empezaron a disentir.
El 28 de julio de 1984 el Monstruo volvió a asesinar, mientras los tres sospechosos estaban en la cárcel (Francesco Vinci, Giovanni Mele y Piero). Esta vez las sospechas cayeron sobre Salvatore Vinci y se hizo una investigación en Cerdeña para descubrir que todo indicaba que el supuesto “suicidio” de Barbarina había sido un montaje para matar a su mujer; además, era un hombre con gustos sexuales violentos y maníaco sexual.
En septiembre de 1984 quedaron libres Piero Mucchiarini y Giovanni Mele y en noviembre de 1984 fue liberado Francesco Vinci.
El domingo 8 de septiembre de 1985 aparecieron dos nuevas víctimas, dos turistas franceses; a ella le cercenaron un seno y la vagina. El asesino les sorprendió copulando dentro de una tienda de campaña, que rasgó con su cuchillo. Mató a bocajarro a la mujer y disparó varios tiros al hombre (de 25 años y atleta), que pudo salir huyendo, pero al que dio alcance hasta clavarle el cuchillo por la espalda.
Esa misma semana, la fiscal del caso, Silvia della Monica, recibió una misiva realizada con letras recortadas de una revista que contenía un trozo del seno cercenado. La fiscal se retiró del caso horrorizada.
Tras este asesinato se solicitó la colaboración de la ciudadanía y se recibieron muchas cartas, entre ellas una carta anónima que acusaba al viejo Piero Pacciani, un depredador sexual y violador que había matado a un hombre en 1951. Comenzaba así la segunda línea de investigación.
Las desavenencias entre Rotella y el fiscal Vigna cada vez eran mayores. Rotella creía que el Monstruo estaba en la pista sarda y que era Salvatore Vinci, mientras que Vigna creía que era un callejón sin salida y que había que empezar desde cero.
El juez de instrucción Mario Rotella estrechó el cerco en torno a Salvatore Vinci, que fue detenido el 11 de junio de 1986. La estrategia era comenzar por demostrar su culpabilidad en la muerte de Barbarina, "suicidada" en 1961, para luego avanzar con los demás crímenes. El juicio comenzó el 12 de abril de 1988, pero había pasado demasiado tiempo, los testigos habían muerto o no recordaban y no había pruebas. Finalmente, Salvatore fue absuelto del crimen de su esposa Barbarina. El comienzo de su estrategia había sido un patinazo y Vigna lo aprovechó para buscar otra pista.
Tras el error de Rotella se incorporó un nuevo jefe policial, Ruggero Perugini. Él y Vigna hicieron borrón y cuenta nueva. Consideraron que las armas de la pista sarda habían salido de ese entorno antes de los asesinatos del Monstruo. Despreciaron las pruebas de todos los crímenes de la campiña, pues el examen forense había sido deficiente: la gente se había paseado por las diferentes escenas de los crímenes haciendo fotos, pisoteando, fumando y arrojando colillas, dejando pelos y restos de fibras. La mayoría de las pruebas forenses nunca se analizaron debidamente, ni se habían recogido muestras orgánicas de las víctimas para cotejarlas con otras pruebas de los sospechosos.

## Los "compañeros de merienda"
Ante las dificultades de avanzar con la pista sarda, el nuevo jefe policial, Ruggero Perugini, aplicó las entonces nuevas tecnologías -la informática de un ordenador IBM- y los datos estadísticos para avanzar en las investigaciones, introduciendo diversas variables: condenados por delitos sexuales entre 30 y 60 años, fechas y períodos de condena, y la estancia o residencia en un entorno cercano. Entre la docena de sospechosos estaba Pietro Pacciani, el agricultor que había sido condenado por la muerte de un hombre y también denunciado por una de las muchas misivas que se recibieron cuando se estaban buscando nuevas pistas. Solo hacía falta encontrar las pruebas para encausarle, y en eso se centró Perugini.
Entre 1989 y 1992 Paccini fue investigado sin conseguir una prueba definitiva. Tras realizar un exhaustivo registro en su casa y jardín, se encontró una bala Winchester serie H completamente oxidada y que no había sido utilizada. Spezi consiguió el testimonio del jefe de carabineros considerando que esta bala y otras pruebas habían sido “puestas” por la propia policía. El 16 de junio de 1993 arrestaron a Pacciani, acusándole de ser el Monstruo, quien gritaba una y otra vez que era inocente de estos delitos. El juicio comenzó el 14 de abril de 1994 con gran expectación y seguimiento de la prensa. El juicio se prolongó seis meses con un seguimiento puntual de la televisión italiana, que cada noche mostraba los momentos más destacados del juicio. Cuando declararon sus hijas, que habían sido violadas repetidamente, toda la sociedad italiana estaba frente al televisor, pero entre todas las monstruosidades de este hombre no recordaban nada que pudiera tener algo que ver con el Monstruo y sus crímenes. También fueron testigos los viejos colegas de Pacciani de la Casa del Popolo, personas sin estudios y bastante ignorantes, que también serían detenidas por la supuesta implicación en los crímenes: Mario Vanni y Giancarlo Lotti, quienes confesaron que los crímenes habían sido producto de la estrecha colaboración entre Pietro Pacciani, Mario Vanni, Giancarlo Lotti y Giovanni Faggi. 
Durante los juicios, Mario Vanni (apodado Torsolo, "corazón de la manzana"), quien había sido cartero y tenía pocas luces, aseguró ser compagni di merende ("compañero de merienda") de Pacciani, es decir, compañero de tropelías. Giancarlo Lotti (apodado Katanga, "negrata") declaró en falso haber ayudado a Pacciani con varios de los asesinatos del Monstruo; Lotti era conocido como el tonto del pueblo de San Casciano.
A partir de esta respuesta que repetía una y otra vez Mario Vanni en el juicio, "solo éramos compañeros de merienda", y sin pretenderlo, el comentario sería recurrentemente utilizado por los medios de comunicación y pasaría al léxico italiano como sinóminomo de compañeros de tropelías (amigos que fingen estar haciendo algo inocente cuando en realidad están haciendo fechorías).
Otro testigo, Lorenzo Nesi, explicó que Pacciani salía de caza y tenía una pistola, y le situaba a solo medio kilómetro del crimen de Scopeti. Los jueces acusaron a Pacciani de asesinato y le condenaron a catorce cadenas perpetuas. El 1 de noviembre de 1994 se leyó el veredicto, que emitieron todas las televisoras del país.
Todo esto sucedió de una manera tan rápida e imprevista que muchos ciudadanos italianos creían firmemente que los investigadores sólo estaban echando culpas para ganar tiempo ante un caso que no eran capaces de resolver. 
Con esta condena, el jefe policial, Ruggero Perugini, fue “premiado” por “conseguir” al Monstruo y promocionado en un puesto de colaboración entre el FBI y el gobierno italiano y enviado a Washington D. C.
En 1996, en la corte de apelación, la Corte d´Assise, se presentó el caso de Pacciani, siendo presidente el juez Francesco Ferri y el fiscal Piero Tony, quien revisó las pruebas contra Pacciani y quedó consternado, descartándolas todas, una por una. Esto suponía una humillación y un desprestigio intolerable para la policía. Tras la marcha del inspector Perugini a Washington D. C. el asunto había quedado en manos de Michele Giuttari, quien tenía que resolver estos enigmas con un importante golpe de efecto. 
El 13 de febrero de 1996, el día en el que el tribunal de Apelación debía enunciar su veredicto, los periódicos publicaron a toda plana la detención de Mario Vanni como compinche de Pacciani. En el mismo tribunal de Apelación apareció un policía con la información de que habían aparecido cuatro nuevos testigos y que dos de ellos se habían incriminado. Habían visto a Pacciani en el homicidio contra los franceses de 1985, e incluso uno de ellos le había ayudado. Ante la jugarreta judicial del último momento apareciendo con cuatro testigos, el juez Ferri lo desestimó y anunció la absolución de Pacciani. 
Pero el proceso, lejos de cerrarse, quedó abierto en la opinión pública, y pasó al Tribunal Supremo o Tribunal de Casación. Giuttari entró en acción; organizó las pruebas y preparó la acusación para el nuevo juicio contra los “compañeros de merienda”. Pronto se descubrieron quienes eran los testigos secretos, pobres diablos de los bajos fondos: un débil mental, Pucci, una prostituta alcohólica, Ghiribelli, un proxeneta, Galli, y Giancarlo Lotti, quien se había autoinculpado diciendo que había ayudado a Pacciani, y que era un alcohólico que sobrevivía gracias a la caridad. Pucci y Lotti aseguraron que habían estado en la escena del crimen y vieron como Pacciani y Vanni lo cometían, Pacciani con una pistola y Vanni con un cuchillo. 
Lotti pasó una larga temporada en la jefatura de policía de Arezzo. Después de todo este tiempo sus testimonios, que al principio tenían muchas contradicciones, empezaron a encajar. Lotti pasó de ser un pobre diablo del que todo el mundo se reía a ser un testigo “principal”, mimado y cómplice del Monstruo, siendo el centro de atención de todo el país, con habitación, comida y vino gratis en Arezzo, una bella ciudad medieval. 
El presidente del Tribunal de Apelación, Francesco Ferri, estaba consternado con esta nueva investigación. Dimitió de su cargo  y escribió un libro titulado El caso Pacciani, que se publicó a fines de 1996. El juez consideraba que “el escaso rigor de los sujetos en cuestión, su completa falta de ética y la esperanza de obtener impunidad u otros beneficios son motivos más que suficientes para explicar sus retorcidas declaraciones”, y concluía: “No podía permanecer callado ante una investigación tan alejada de la lógica y la justicia, dirigida con ideas preconcebidas y alimentada con confesiones que intentan mantenerse a cualquier precio”. 
Como “premio” a su proceder, el fiscal jefe del caso, Piero Luigi Vigna, fue nombrado en octubre de 1996 director del Departamento de Investigación Antimafia de Italia, el cargo policial más poderoso y prestigioso del país.
El 22 de febrero de 1998, Pacciani, que había sido absuelto por el Tribunal de Casación, murió de un ataque al corazón. Giuttari ordenó una exhumación del cadáver y sostuvo que Pacciani había sido asesinado (con sus propias medicinas) para impedir que dijera lo que sabía. El juicio a los "compañeros de merienda" de Pacciani, Lotti y Vanni, comenzó en junio de 1997, con Giuttari como investigador principal. Finalmente Vanni y Lotti, dos retrasados mentales, fueron acusados de matar con éxito a catorce personas a lo largo de un período de once años. El móvil de dichos asesinatos era el de robar los órganos sexuales de las mujeres para una secta satánica, formada por personas adineradas y poderosas. 
Giuttari formó una unidad policial de élite denominada Gruppo Investigativo Delitti Seriali, Grupo de investigación de Asesinatos en Serie o GIDES, que introduciría la variable de la "secta satánica" y cuyas investigaciones no llegaron a ninguna parte.
Giancarlo Lotti fue liberado de prisión en marzo de 2002 por razones de salud graves. Murió unas semanas después a causa de un cáncer de hígado. En 2004, la condena de Mario Vanni fue reducida también por razones de salud a pasar los últimos cinco años de su vida en un asilo de ancianos en Pelago, cerca de Florencia. Fue ingresado en el hospital toscano Puente de Niccheri el 12 de abril de 2009, en donde murió al día siguiente. Fue el último miembro de los "compañeros de merienda" en fallecer.

## Sospechosos
- "Doctor" Carlo Santangelo: Falso médico forense que deambulaba por los cementerios de noche.
- Stefano Mele: Inmigrante de Cerdeña que confesó haber asesinado a su esposa, Barbara Locci, y a su amante el 21 de agosto de 1968 y fue condenado a catorce años de prisión.
- Giovanni Vinci: Uno de los hermanos Vinci, que violó a su hermana en Cerdeña y fue amante de Barbara Locci.
- Salvatore Vinci: Cerebro del doble homicidio de 1968, amante de Barbara Locci y probablemente dueño de la pistola y las balas del Monstruo, las cuales es posible que le fueran robadas en 1974, cuatro meses antes de que comenzaran los asesinatos del Monstruo. Arrestado como el Monstruo.
- Francesco Vinci: El más joven del clan Vinci, amante de Barbara Locci y tío de Antonio Vinci. Arrestado como el Monstruo.
- Antonio Vinci: Hijo de Salvatore Vinci y sobrino de Francesco Vinci, detenido por posesión ilícita de armas de fuego tras los asesinatos del Monstruo en Giogoli.
- Giovanni Mele y Piero Mucciarini: Hermano y cuñado, respectivamente, de Stefano Mele, arrestados como los "Monstruos de Florencia".
- Príncipe Roberto Corsini: Asesinado en su finca por un cazador furtivo el 19 de agosto de 1984. Se rumoreaba que era el Monstruo.
- Pietro Pacciani: Granjero toscano condenado como el Monstruo, absuelto en apelación y nuevamente llamado a juicio. Era el presunto cabecilla de los llamados compagni di merende ("compañeros de merienda").
- Mario Vanni: Ex cartero de San Casciano apodado il Torsolo ("corazón de la manzana"), acusado de ser cómplice de Pacciani en los asesinatos del Monstruo. Durante el juicio de Pacciani, Vanni pronunció en toscano una frase que pasaría a la posteridad, "Yo he ido a hacer unas meriendas con Pacciani".[15]
- Alfa: Primer "testigo secreto", cuyo verdadero nombre era Pucci. Hombre retrasado que declaró en falso haber visto a Pacciani cometer uno de los asesinatos del Monstruo.
- Beta: Segundo testigo secreto, llamado en realidad Giancarlo Lotti y apodado Katanga ("negrata"). Lotti declaró en falso haber ayudado a Pacciani con varios de los asesinatos del Monstruo.
- Gamma: Tercer testigo secreto, de nombre real Ghiribelli. Prostituta y alcohólica entrada en años que, según decían, hacía servicio a cambio de un vaso de vino de veinticinco céntimos.
- Delta: Cuarto testigo secreto, de nombre Galli y de profesión proxeneta.
- Francesco Narducci: Médico de Perugia cuyo cuerpo apareció flotando en el lago Trasimeno en octubre de 1985 y de quien se rumoreaba que era el Monstruo de Florencia. Se determinó que el aparente suicidio había sido en realidad un asesinato y acusaron a Mario Spezi de haber participado en el mismo.
- Ugo Narducci: Padre de Francesco, hombre adinerado de Perugia y miembro destacado de los francmasones, razón suficiente para ser considerado oficialmente sospechoso.
- Francesco Calamandrei: Ex farmacéutico de San Casciano, acusado de ser el cerebro de cinco de los homicidios dobles del Monstruo. Su juicio comenzó el 27 de septiembre de 2007.
- Mario Spezi: Periodista investigador del caso del Monstruo. Fue acusado sin pruebas fehacientes por el juez Giuliano Mignini de ser el Monstruo de Florencia y más tarde puesto en libertad tras demostrarse su inocencia.

## Conclusión
En agosto de 2001, algunos investigadores retomaron de nuevo el caso de "Il Mostro" sin querer dar demasiadas explicaciones. Sólo declararon que tenían nuevas pistas que les conducían a pensar que el "Monstruo de Florencia" podía tratarse de un grupo de unas diez o doce personas adineradas, miembros de una secta religiosa, que ordenaban y pagaban los "trabajos" a los tres campesinos. Mientras tanto, el caso del Monstruo de Florencia sigue sin resolverse.

## Obras relacionadas con el caso
Mario Spezi, junto al escritor estadounidense Douglas Preston, testigos privilegiados tanto de los crímenes como del proceso de investigación y judicial, publicaron en 2008 The Monster of Florence, a True Story, traducido al castellano y publicado como El Monstruo de Florencia (2019). A lo largo de una detallada y pormenorizada descripción defienden la pista sarda, aquella que relacionaba el asesinato en Cerdeña perpetrado en 1968 por Stefano Mele con los asesinatos de Florencia, pues el arma siempre fue la misma. 
Spezi, previamente, había escrito entre el otoño e inverno de 1982 y 1983 Il Mostro de Firenze, publicándose en mayo de 1983.
También otro intelectual francés, Jean Pierre Angremy, miembro de la Academia y cónsul en Florencia, escribió otra novela basada en los crímenes, Une ville inmortalle (1984)
Otras obras reseñables son: 
- La sospecha (1992), de Laura Grimaldi.
- The Monster of Florence (1996), de Magdalen Nabb.
- El caso Pacciani (1996), de Francesco Ferri.